# 23758 Ґуючжоу
23758 Ґуючжоу (23758 Guyuzhou) — астероїд головного поясу, відкритий 23 травня 1998 року.
Тіссеранів параметр щодо Юпітера — 3,547.